# 秋芳

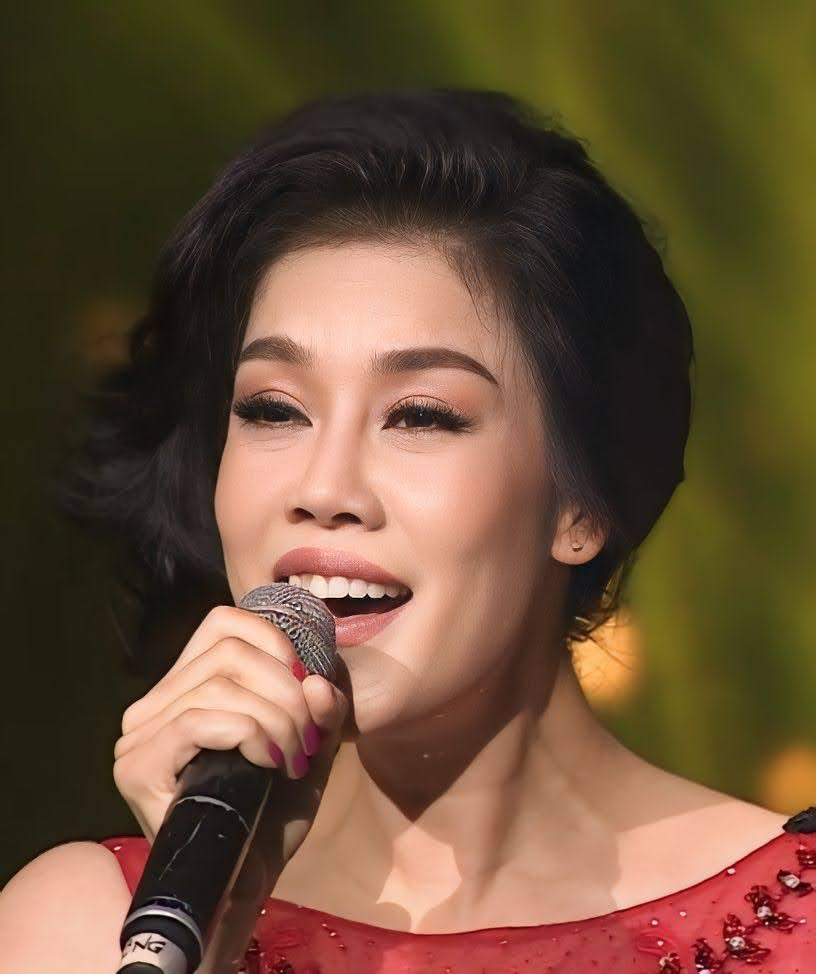

秋芳（1972年—）是越南轻音乐女歌手，海防市出生，曾是1990—2000年代越南最受欢迎的女歌手之一。14岁时重选进入越南青年歌剧院，后来就读于河内音乐学院声乐中级班，1990年毕业。从16岁开始，秋芳参加河内西湖乐队表演，后来成为西湖乐队的正式歌手。2013年10月，秋芳在歌唱25年后，首次在越南举办个人演唱会：阿芳的秋天（Mùa thu của Phương）

## 歌曲
《Có phải em là mùa thu Hà Nội》，《Đêm nằm mơ phố》，《Dòng sông lơ đãng》，《Điều cuối cùng đợi chờ》，《Biển cạn》，《Xin cho tôi》，《Dấu chân địa đàng》，《Sóng về đâu》，《Chưa bao giờ》等

## 家庭生活
2003年，秋芳跟随歌手出身的丈夫Huy MC定居美国。秋芳继续在海外越裔娱乐圈里追求歌唱事业。一段时间后，秋芳与Huy MC分手。现在，秋芳正在与第二任丈夫Dũng Taylor和四个孩子在美国生活。